# 局部起义
局部起义 (听ⓘ)是由尼泊尔共产党（毛主义）的前身尼泊尔共产党（火炬） (1984年)于1986年发动的一场失败的武装起义。“局部起义”标志着尼共（毛）的前身进行武装革命的第一次尝试，也是10年后的尼泊尔人民战争的“预演”。

## 四月一日行动
在莫汉·拜迪亚 (“基兰”)的领导下，尼泊尔共产党（火炬） (1984年)于1986年将马克思列宁毛主义确立为党的意识形态。作为新路线的一部分，尼共（火炬）号召开展武装斗争，试图煽动反对尼泊尔政权的大规模民众起义，并抵制选举。1986年4月1日，首都加德满都的特里布万国王雕像被涂黑，多个警察哨所也遭到该党袭击。四月一日行动被称为“局部起义”，旨在破坏选举进程。

## 事后
与党领导层的预期相反，4月1日的行动未能激发民众的斗志。 另一方面，此次行动暴露了该党的地下活动，多名党员被捕。事后党中央委员会对“局部起义”进行了分析，他们的结论是，这些行动是错误的，因为它们暴露了该党的地下组织。因此，基兰辞去总书记的职务，由普什帕·卡迈勒·达哈尔 (日后以化名“普拉昌达”而知名)接任。